# Хатем Трабелси
Хатем Трабелси (рођен 25. јануара 1977. у Аријани, Тунис) је бивши професионални фудбалер и репрезентативац Туниса. Играо је на позицији одбраменог или везног играча.
Наступао је за репрезентацију Туниса на Светском првенству у фудбалу 2006. у Немачкој.